# Villy Haugen
Villy Haughen (Leksvik, 27 settembre 1944) è un ex pattinatore di velocità su ghiaccio norvegese.

## Carriera
Vinse la più prestigiosa medaglia in carriera alle Olimpiadi di Innsbruck 1964, quando giunse terzo nella gara dei 1500 metri.

## Palmarès
Olimpiadi
- 1 medaglia:
  - 1 bronzo (1500 m a Innsbruck 1964)